# Пришёл солдат с фронта
«Пришёл солдат с фронта» — советский художественный фильм 1971 года, снятый по мотивам рассказов Сергея Антонова.

## Сюжет
Вернувшись с фронта инвалидом (без руки), солдат узнал о смерти жены, но нашёл в себе силы жить дальше, растить дочь, строить заново деревню, поднимать людей на великий труд.
Тяжёлый драматический фильм о возрождении разорённой войной деревни, о судьбах возвратившихся к мирному труду советских людей.

## В ролях
- Михаил Глузский — Иван Степанович Меньшиков (дядя Ваня)
- Ирина Мирошниченко — крестьянка Вера Куркина
- Николай Губенко — председатель колхоза Николай Максимович Егоров
- Лена Смирнова — дочь Наденька
- Миша Родяков — Лёшенька
- Иван Шарин — Ерофеич
- Наталья Бондарчук — девушка с косами Шура
- Алевтина Румянцева — женщина с ребёнком
- Иван Косых — капитан
- Фёдор Одиноков — солдат от дяди Вани
- Виктор Филиппов — танкист Шура

## Съёмочная группа
- Режиссёр: Николай Губенко
- Сценарий: Василий Шукшин
- Оператор: Элизбар Караваев
- Композитор: Вячеслав Овчинников
- Художники-постановщики: Ипполит Новодерёжкин, Сергей Воронков
- Звукорежиссёр: Виталий Шмелькин

## Премии и награды
- 1972 — Премия Ленинского комсомола  (Николай Губенко)
- 1973 — Государственная премия РСФСР имени братьев Васильевых  (Михаил Глузский, Николай Губенко, Ипполит Новодерёжкин, Сергей Воронков, Элизбар Караваев)

## Места съёмок
Фильм снимали в 1971 году в городе Великие Луки Псковской области.